# Astrotoma deficiens
Astrotoma deficiens is een slangster uit de familie Gorgonocephalidae.
De wetenschappelijke naam van de soort werd in 1922 gepubliceerd door René Koehler.